# Tassoultante
Tassoultante (franska: Tassoultante (CR), Tassoultante (Commune Rurale), arabiska: السويهلة) är en kommun i Marocko.   Den ligger i prefekturen Marrakech och regionen Marrakech-Safi, i den centrala delen av landet, 290 km söder om huvudstaden Rabat. Antalet invånare är 30 137.